# Песковское городское поселение
Песковское городское поселение — муниципальное образование в составе Омутнинского района Кировской области России.
Центр — посёлок городского типа Песковка.

## История
Песковское городское поселение образовано 1 января 2006 года согласно Закону Кировской области от 07.12.2004 № 284-ЗО.

## Население
| 2009  | 2010  | 2011  | 2012  | 2013  | 2014  | 2015  |
| ----- | ----- | ----- | ----- | ----- | ----- | ----- |
| 6387  | ↗6619 | ↘4712 | ↗6397 | ↘6297 | ↘6180 | ↘6056 |
| 2016  | 2017  | 2018  | 2019  | 2020  | 2021  |       |
| ↘5938 | ↘5859 | ↘5742 | ↘5634 | ↘5485 | ↘4687 |       |

## Населенные пункты
В поселение входят 3 населённых пункта (население, 2016):
- посёлок Песковка — 4185 чел.;
- деревня Волоковые — 697 чел.;
- посёлок Котчиха — 1889 чел.